# Gonatodes tapajonicus
Espèce
Gonatodes tapajonicus est une espèce de geckos de la famille des Sphaerodactylidae.

## Répartition
Cette espèce est endémique de l'État du Pará au Brésil.

## Publication originale
- Rodrigues, 1980 : Descricao de uma nova especie de Gonatodes da Amazonia (Sauria, Gekkonidae). Papeis Avulsos De Zoologia (Sao Paulo), vol. 33, n. 21, p. 309-314.